# Gaio Sollio Sidonio Apollinare
Gaio Sollio Sidonio Apollinare (in latino Gaius Sollius Sidonius Apollinaris; Lugdunum, 5 novembre 430 circa – Clermont-Ferrand, 486) è stato un nobile gallo-romano, alto funzionario dell'Impero romano, poeta, epistolografo, vescovo di Alvernia (odierna Arcidiocesi di Clermont) e santo.
Il suo rango e le sue conoscenze fecero sì che fosse al centro della vita pubblica della sua epoca.

## Biografia
Nacque a Lugdunum in Gallia (moderna Lione, Francia), in una nobile famiglia gallo-romana di rango senatoriale; i suoi avi avevano raggiunto le più alte cariche (prefetto del pretorio, praefectus urbi, ecc.). Suo nonno, Apollinare, era il Prefetto del pretorio delle Gallie; suo padre, il cui nome è ignoto, fu a sua volta Prefetto del pretorio delle Gallie tra il 448 e il 449. La madre era imparentata con la famiglia degli Aviti. Fece gli studi previsti per i rampolli dell'aristocrazia romana della sua epoca: grammatica, letteratura, retorica, filosofia, geometria, astronomia, musica e diritto; nelle sue lettere riporta i nomi di due suoi insegnanti, Oenio di poesia e Eusebio di filosofia, probabilmente a Lugdunum o ad Arelate, e ricorda di aver avuto dispute filosofiche con Claudiano Mamerto. Conosceva bene ed era in grado di citare autori come Virgilio, Orazio, Lucano, Giovenale, Marziale, Stazio, Ausonio e Claudiano; aveva una qualche conoscenza di Prudenzio e Plauto, mentre aveva maggiore interesse in Menandro e Terenzio.
In una sua lettera è ricordato un episodio della sua infanzia, risalente all'inizio dell'anno 449, quando il console Astirio inaugurò la sua magistratura con una grandiosa cerimonia tenuta ad Arelate: in quell'occasione a Sidonio, che all'epoca era il figlio del Prefetto del pretorio delle Gallie, fu concesso di stare di fianco alla sedia curule del magistrato, e di assistere alla declamazione, da parte di Nicezio, di un panegirico in onore del console.
Nel 452 circa sposò Papianilla: si trattò di un matrimonio estremamente favorevole per il prestigio e la carriera di Sidonio, dato che la sposa era figlia di quell'Avito che fu console (456) e imperatore d'Occidente (455–456): col matrimonio Sidonio entrò in possesso di Avitacum, una grande e sontuosa proprietà nei pressi di Clermont-Ferrand. I due sposi ebbero diversi figli, un maschio, Apollinare, e tre femmine, Severiana, Roscia e Alcima. Era cognato di Agricola ed Ecdicio Avito, probabilmente cugino per parte di madre del senatore gallico Avito.
Nel luglio del 455 il suocero fu proclamato imperatore, e Sidonio lo seguì a Roma; il 1º gennaio 456 Sidonio declamò un panegirico in versi in suo onore in occasione dell'assunzione del consolato da parte di Avito, ricevendo poi una statua nel Foro di Traiano.
Nel 457 Avito morì, e gli succedette al trono Maggioriano, coinvolto nella deposizione del predecessore; le popolazioni della Gallia non riconobbero il nuovo imperatore, il quale marciò contro di esse. Sidonio si schierò contro Maggioriano; si trovava a Lugdunum quando la città fu catturata dall'esercito imperiale e fu preso prigioniero, ma poi liberato. Nel 458 rivolse a Maggioriano una supplica di alleggerire la punizione per Lugdunum sotto forma di un breve componimento poetico; successivamente compose e declamò un panegirico per l'imperatore.
Tra il 458 e il 461 tenne una posizione amministrativa minore, probabilmente quella di tribunus et notarius, con Catullino ed Eutropio come colleghi. Nel 461 è attestato come comes; in quell'anno si recò da Clermont ad Arelate, presso la corte di Maggioriano, dove scoprì che gli si attribuiva il componimento di un libello anonimo in cui un personaggio di rilievo era offeso; durante una cena con l'imperatore Sidonio riuscì a scagionarsi.
Nei sei anni successivi alla caduta di Maggioriano Sidonio si tenne lontano dalla politica e condusse la vita dell'aristocratico romano in Gallia. Spesso non è possibile datare con precisione gli eventi narrati nella sua corrispondenza, ma a questo periodo vanno fatte risalire le sue permanenze a Lugdunum e Avitacum, lo scambio di visite nelle proprietà terriere di altri aristocratici, tra cui Tonanzio Ferreolo e Apollinare e Ponzio Leonzio, la visita al vescovo Fausto a Riez, e probabilmente anche la visita alla corte di Teodorico II a Tolosa.
Il lungo periodo di otium fu interrotto dall'assassinio di Teodorico con la conseguente ascesa al trono di Eurico (466) e dall'elevazione al trono imperiale di Antemio (12 aprile 467): Sidonio fu infatti incaricato dagli Arverni di recarsi a Roma per portare una petizione al nuovo imperatore; il suo contatto presso la corte, Cecina Decio Basilio, gli consigliò di comporre un panegirico in occasione dell'assunzione da parte di Antemio del secondo consolato (1º gennaio 468); il panegirico e l'influenza di Cecina Basilio fecero sì che Apollinare venisse nominato caput senatus e praefectus urbi. Tra i suoi compiti vi fu quello di garantire le forniture di grano all'Urbe. Fu probabilmente nel 468 o 469 che fu nominato patricius. Si dimise da prefetto nel tardo 468 o all'inizio del 469, per evitare di dover presiedere il processo contro Arvando, suo amico.
Nello stesso anno venne scelto come successore di Eparchio al soglio vescovile di Alvernia, più per i suoi influenti referenti politici e per i suoi sforzi di tenere unita la provincia gallica all'impero che per le sue virtù teologali. Il vescovato di Alvernia aveva fornito diversi santi alla Chiesa, tra cui un recente predecessore di Apollinare, Namazio (vescovo nel 446–462), fondatore della cattedrale.

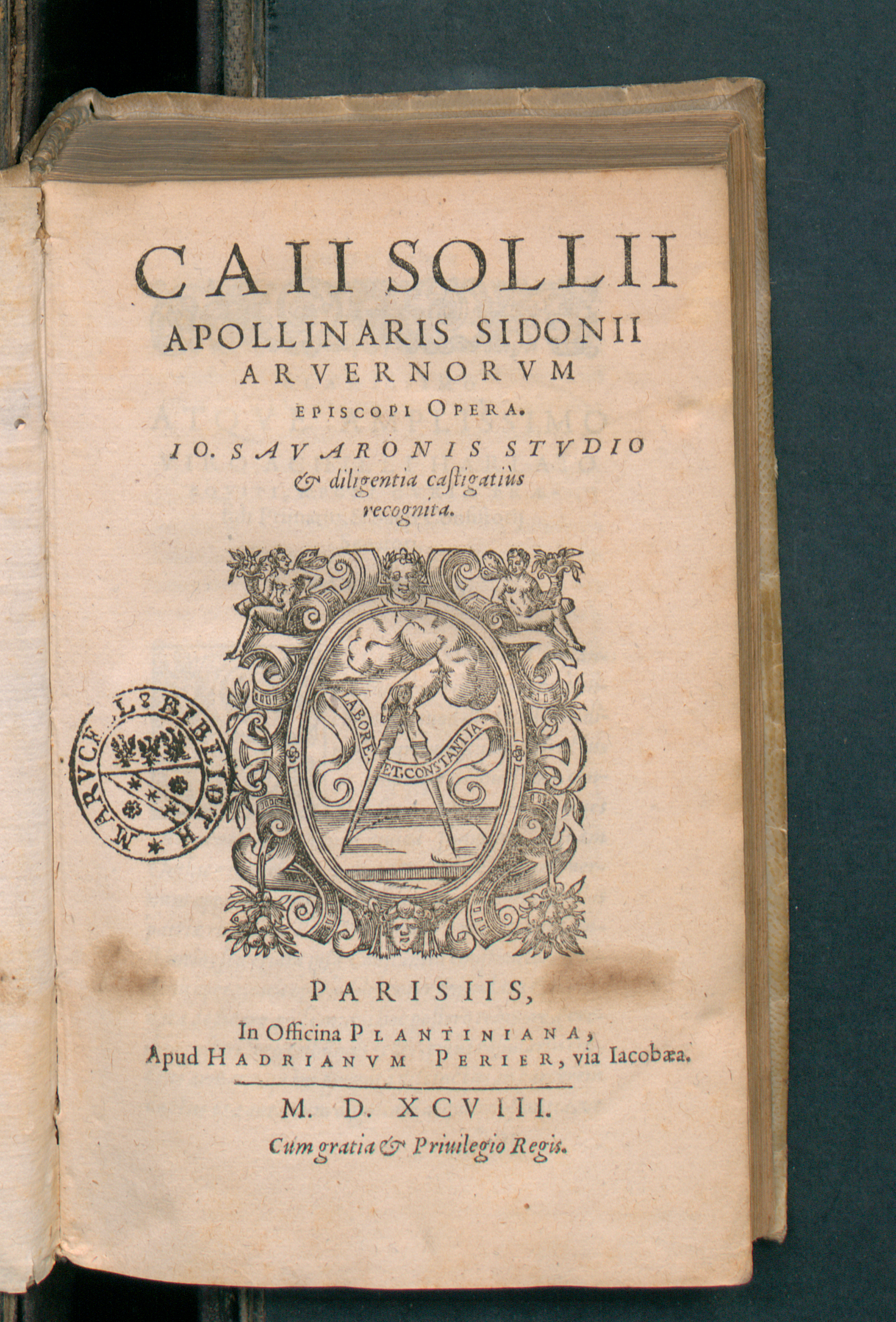
Opera, 1598

Apollinare fu attivo nella difesa armata della provincia contro i Visigoti, che conquistarono Clermont nel 474: Apollinare venne imprigionato, ma poi venne liberato per volere di re Eurico, rimanendo vescovo fino alla sua morte.

## Culto
La memoria liturgica di Sidonio Apollinare cade il 21 agosto.

## Letteratura
Nella sua opera, tradizione classica e Cristianesimo convivono senza difficoltà sia sul piano dei contenuti che su quello formale; è proprio con lui che comincia quel fenomeno di definizione di un patrimonio culturale atto a superare le precedenti contrapposizioni, da cui erano state angosciate personalità come Girolamo, in nome di una nuova distinzione che vede uniti gli ex "nemici" greci, latini, pagani e cristiani contro il nuovo mondo dei germani.

### Opere
- Carmina, raccolta pubblicata intorno al 470
- 147 Epistulae divise in nove libri, seguenti la sua ordinazione episcopale, ricalcanti lo stile di Plinio il Giovane
- Missae, contributi alla liturgia gallicana.
- Carmina, traduzione di Vico Faggi, Genova, Edizioni San Marco dei Giustiniani, 1982.

## Persone legate a Sidonio
Tra i suoi corrispondenti, conoscenti, parenti e amici vi furono:
- Apollinare (prefetto del pretorio), suo nonno
- Padre di Sidonio Apollinare
- Fausto di Riez, amico
- Agricola, cognato e corrispondente
- Arvando
- Avito, suocero e imperatore
- Consenzio
- Ecdicio Avito, cognato
- Maggioriano
- Magno Felice
- Claudiano Mamerto
- Araneola
- Eutropio (prefetto del pretorio), amico, corrispondente, probabile collega in carica pubblica